# Высокогорный мёд
Высокогорный мёд — полифлёрный мёд, который собирают в экологически чистых местах в горах, отличается он регионом сбора — не ниже 1400 метров над уровнем моря.
Особенность такого мёда в сложности производства: даже в хороший сезон, который случается каждые 4-5 лет урожайность составляет всего несколько сотен центнеров.  Только нектар, добываемый на высоте более 1400 метров, дает право иметь название «высокогорный мёд». В отличие от большинства сортов, который пчеловоды собирают два-три раза в год, высокогорный  мёд можно собрать не чаще одного раза в год. Это необходимо для того, чтобы медового продукта хватило и для самих пчел, которые его производят.

## Основные характеристики
Характеристики продукта меняются от места к месту и от года к году.
Его цвет варьируется от янтарно-жёлтого до красноватого, а иногда и темно-янтарного.  Медовая роса, которая производится не каждый год, образуется, когда пчелы питаются смолистой жидкостью, производимой тлями, которые, в свою очередь, питаются соком серебряных елей.  Высокогорный мёд отличавшейся ярким ароматом, имеет солодовый, слегка бальзамический, карамельный вкус со смолистыми нотками дыма и при этом он менее сладкий, чем нектарный мед.
Высокогорный мёд производят исключительно летом, но достать его можно круглый год. Кристаллизация этого сырого меда, как правило, очень медленная и начинается этот процесс не раньше, чем через полгода. После кристаллизации он может кристаллизоваться как с крупной, так и с мелкой гранулометрией.  Обычно его продают в жидком состоянии. Полностью кристаллизованный мёд обычно светло-желтый или белый.

## Хранение
Высокогорный мёд, благодаря своему составу, хранится долго, сохраняя все свои полезные свойства. Для этого его необходимо поместить в тёмное место и емкость из натурального материала: стекла или керамики. Наиболее подходящая температура для хранения мёда составляет от 7 до 20 градусов по Цельсию. Желательно хранить его в месте, где нет сильных посторонних запахов, которые впитает.